# 克魯茲族彗星
克魯茲族彗星（Kreutz Sungrazers）是掠日彗星的一種，其近日點極接近太陽是它們軌道的特性之一。它們相信全來自多年前一顆大彗星分裂而成的碎片，而德國天文學家克魯茲首先注意到這些彗星的共通點，因此被稱為「克魯茲族彗星」。
不少克魯茲族彗星的成員均為歷史上出現的大彗星，白天在太陽隔鄰也能看到。對上一顆大彗星是1965年出現的池谷·關彗星，是20世紀中最亮的彗星之一。
自從1995年SOHO衛星發射以來，不少較小的克魯茲族彗星得以被發現，部分甚至能到達太陽表面。它們在經過近日點時全為太陽所摧毀，無一倖存。不少業餘天文愛好者透過SOHO於互聯網發佈的圖片找到不少彗星。

## 歷史記載

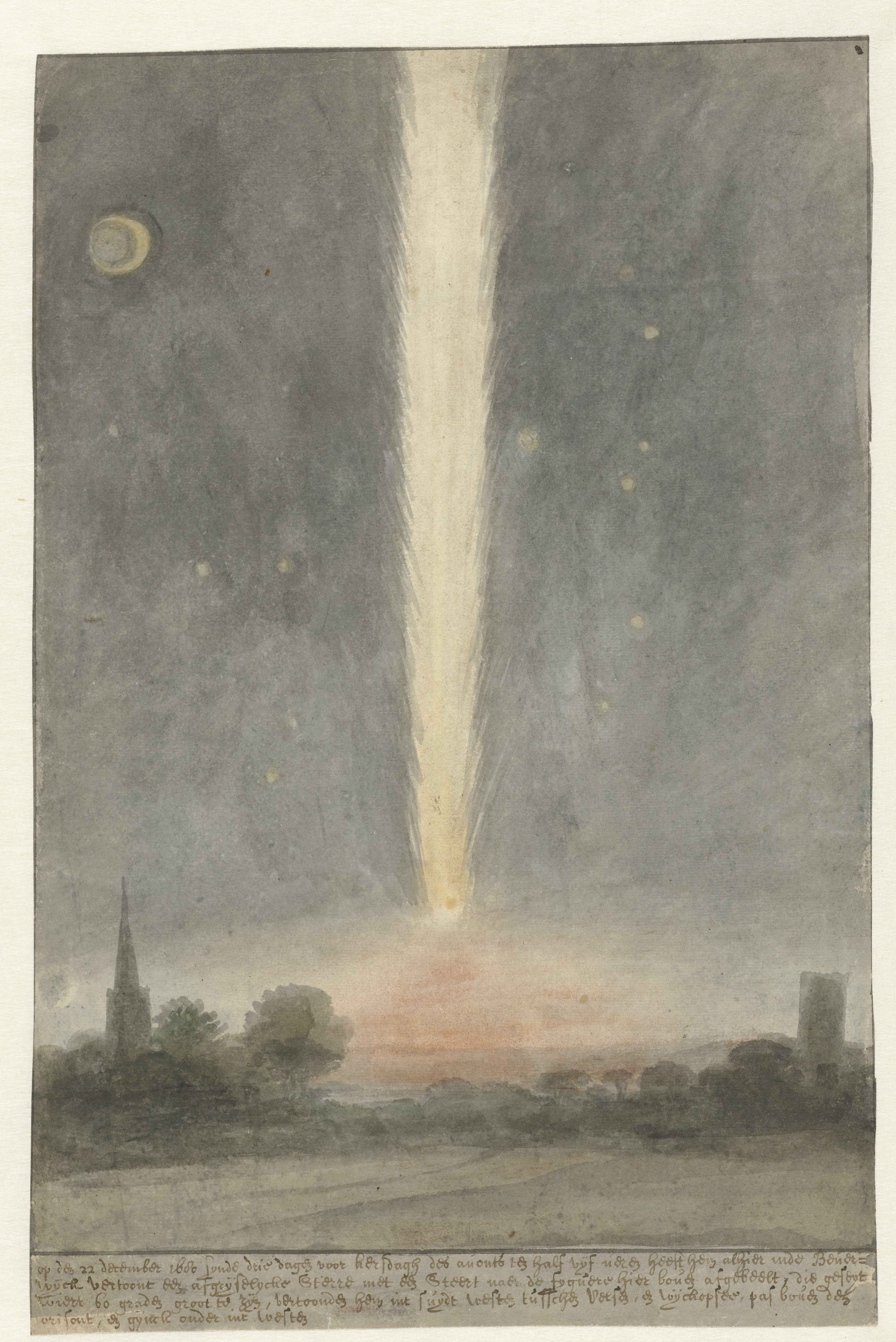
出現在貝弗韋克天空中的1680年大彗星

1680年出現的大彗星是首顆有記錄的掠日彗星，其近日點距離太陽中心為1.3個太陽半徑，離太陽表面僅20萬公里（0.0013天文單位），相等於地球與月球距離的一半。如果觀測者在該彗星表面，太陽在空中的角度將會超過80°，在面積及光度方面將比地球大27,000倍，每平方米接收37 MW的巨大功率。
一眾天文學家包括愛德蒙·哈雷在內，指出該顆彗星為1106年出現的掠日大彗星之回歸。在163年後，即1843年，再有壯觀的大彗星出現，而且也是掠日彗星。不少天文學家雀躍不已，認為該彗星是1680年大彗星之回歸，然而之後計算出1680年大彗星的公轉週期超過數百年。到了1880年，再有掠日彗星出現，且軌道與1843年的相同。兩年後又再有一顆彗星被觀測到，稱為1882年大彗星。一些天文學家提出它們原是同一顆彗星，在通過近日點時，其公轉週期被縮短，可能是由包圍著太陽的高密度物質造成的。
另有說法指出，它們全是同一顆大彗星掠日時分裂而成的，該說法於1880年首被提出，在1882年的大彗星掠日後解體證明了這個說法。1888年，天文學家克魯茲發表論文，指出1843年、1880年及1882年出現的掠日彗星全是許多年前一顆大彗星解體後的碎片，它們全屬於同一族，即「克魯茲族」，而1680年出現的掠日彗星其後證實並非克魯茲族。
1887年再有克魯茲族彗星出現，這是19世紀的最後一顆彗星。到了20世紀，1945年曾出現一顆彗星，到了1960年代出現兩顆彗星，分別為1963年的佩雷拉彗星和1965年出現的池谷·關彗星，當中後者極為壯觀及光亮，並於掠日後分裂成三塊碎片。它們的出現使人們對研究克魯茲族的動態得到鼓動。

## 著名的彗星
最亮及最壯觀的克魯茲族彗星在日間也能看得到，最著名的三顆分別為1106年大彗星、1843年大彗星及1882年大彗星。其餘著名的克魯茲族彗星包含1882年日食彗星、西元582年中國和歐洲觀測到的彗星，日本、韓國、俄羅斯和埃及觀測到的1381年大彗星（X/1381 V1）、1668年和1695年觀測到的兩顆彗星、1880年南方大彗星（C/ 1880 C1）、C/1945 X1、池谷·關彗星、C/1970 K1和C/2005 S1。

### 1843年大彗星

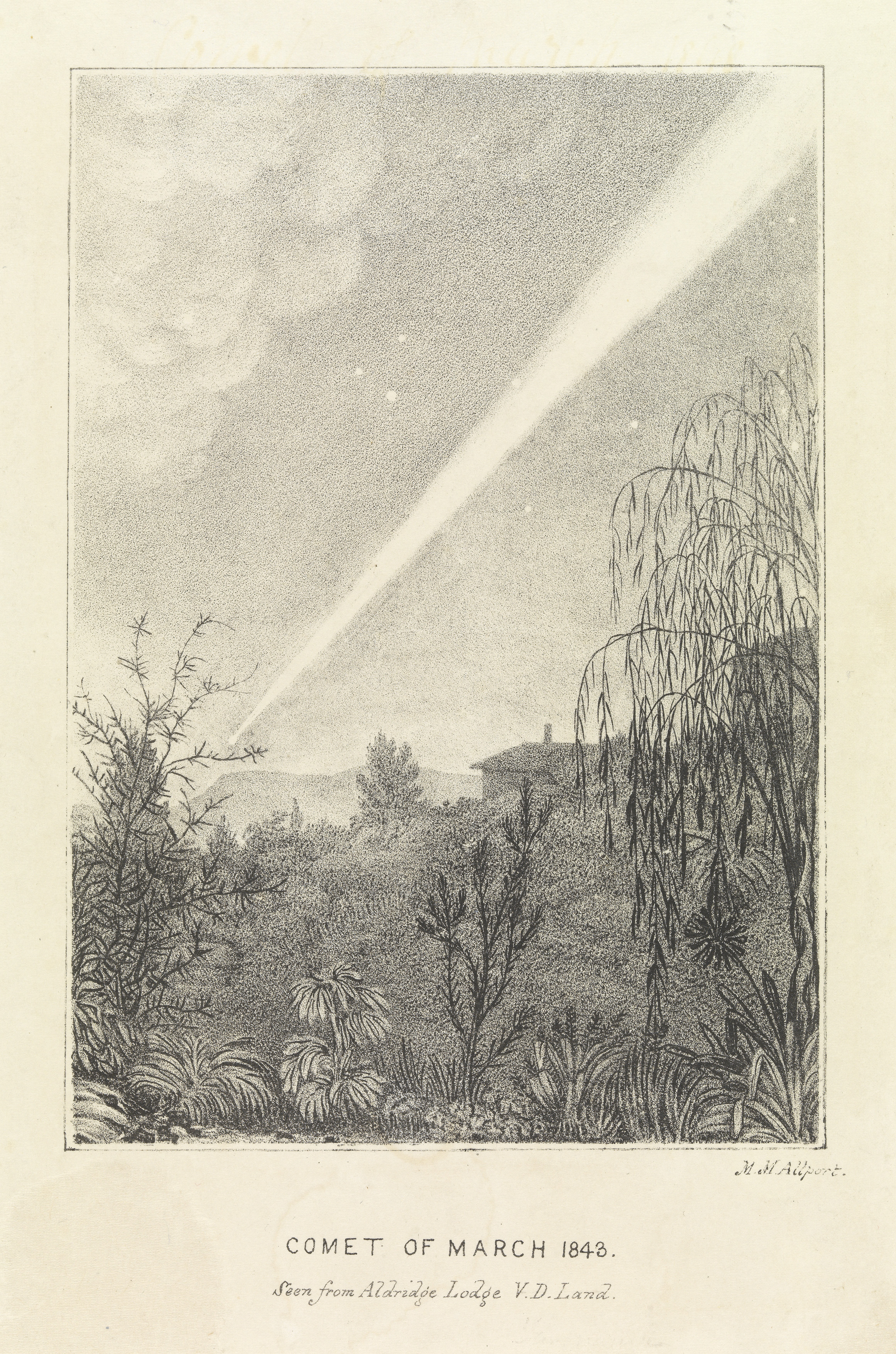
畫家筆下的1843年大彗星，地點為澳洲塔斯曼尼亞

該彗星於二月初受到注意，距離掠日尚有三星期。2月27日，它在晴朗的白天也能看見，觀測者形容其彗尾在掠日前長達2-3度，它在太陽背面掠日後再度出現，其彗尾長達最少50度，實質長度達3億公里，成為了當時最長的彗尾紀錄。到了2000年，該紀錄才被百武彗星打破，其彗尾長度為5億7,000萬公里。
該彗星在三月仍能看到，至4月開始轉暗，肉眼已不能看見，而對其最後的觀測則為4月20日。不少公眾對該彗星的出現感到恐慌，以為末日審判將至。

### 1882年日食彗星
1882年5月17日，埃及部分地區上空出現日食，吸引不少觀測者慕名而來。在太陽全被月球遮蓋時，他們看到太陽隔鄰有一道強光，一顆克魯茲族彗星正於日全食時掠日。在機緣巧合下同時能看到日食和掠日彗星。

### 1882年大彗星
該彗星由不少觀測者各自發現，於9月出現時已可用肉眼看到，在16-17日間掠日，在日間有薄雲的天空也能看到。
它在掠日後仍能於數星期間保持光芒，並於10月間分裂成兩塊碎片，後分列成四塊。

### 池谷·關彗星

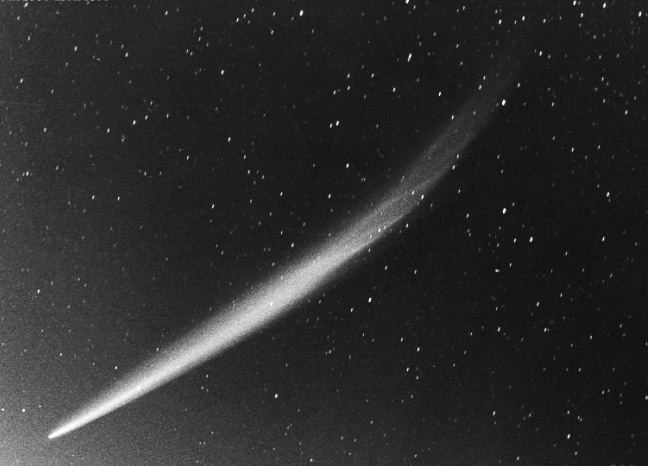
池谷·關彗星

池谷·關彗星是近年來最壯觀的克魯茲族彗星，於1965年9月18日由日本兩名業餘天文學家各自發現，相差不到15分鐘，以及很快被認定為克魯茲族。它在之後四星期接近太陽時急速增亮，其光度於10月15日達到2等，10月21日掠日，全球觀測者均能於白天清楚看到，估計掠日時光度達-17等，比滿月及1106年以來出現的彗星還要光亮。
日本天文學家以日冕儀觀測得它在掠日前30分鐘分裂成三塊碎片，在11月初再出現時可看到其中兩塊，而第三塊則不知去向。它們的彗尾長達25度，最後一次作出觀測是於1966年1月。

## 未來
目前天文學家無法估計另一顆非常明亮的克魯茲族彗星在不久的將來到來的可能性，但考慮到在過去200年中至少有10 顆彗星達到了肉眼可見，另一顆克魯茲族彗星的大彗星似乎幾乎肯定會在某個時刻到來。1970年懷特-奧爾蒂斯-博萊利彗星的視星等達到1等 。2011年12月，C/2011 W3（洛夫喬伊彗星）在經過近日點後存活，視星等為-3等。這顆彗星可能不是明亮的克魯茲族彗星再次到來的預兆

## 外部連結
- SEDS Kreutz group page
- Cometography sungrazers page
- NASA press release about two Sungrazers seen by SOHO （页面存档备份，存于）
- SOHO information（页面存档备份，存于）
- Complete list of SOHO comets（页面存档备份，存于）
- SOHO即時資料 (英語) （页面存档备份，存于）